# Trigonoorda
Trigonoorda là một chi bướm đêm thuộc họ Crambidae.